# Хорватія на зимових Олімпійських іграх 2010
Хорватія на зимових Олімпійських іграх 2010 була представлена 19 спортсменами в 4 видах спорту.

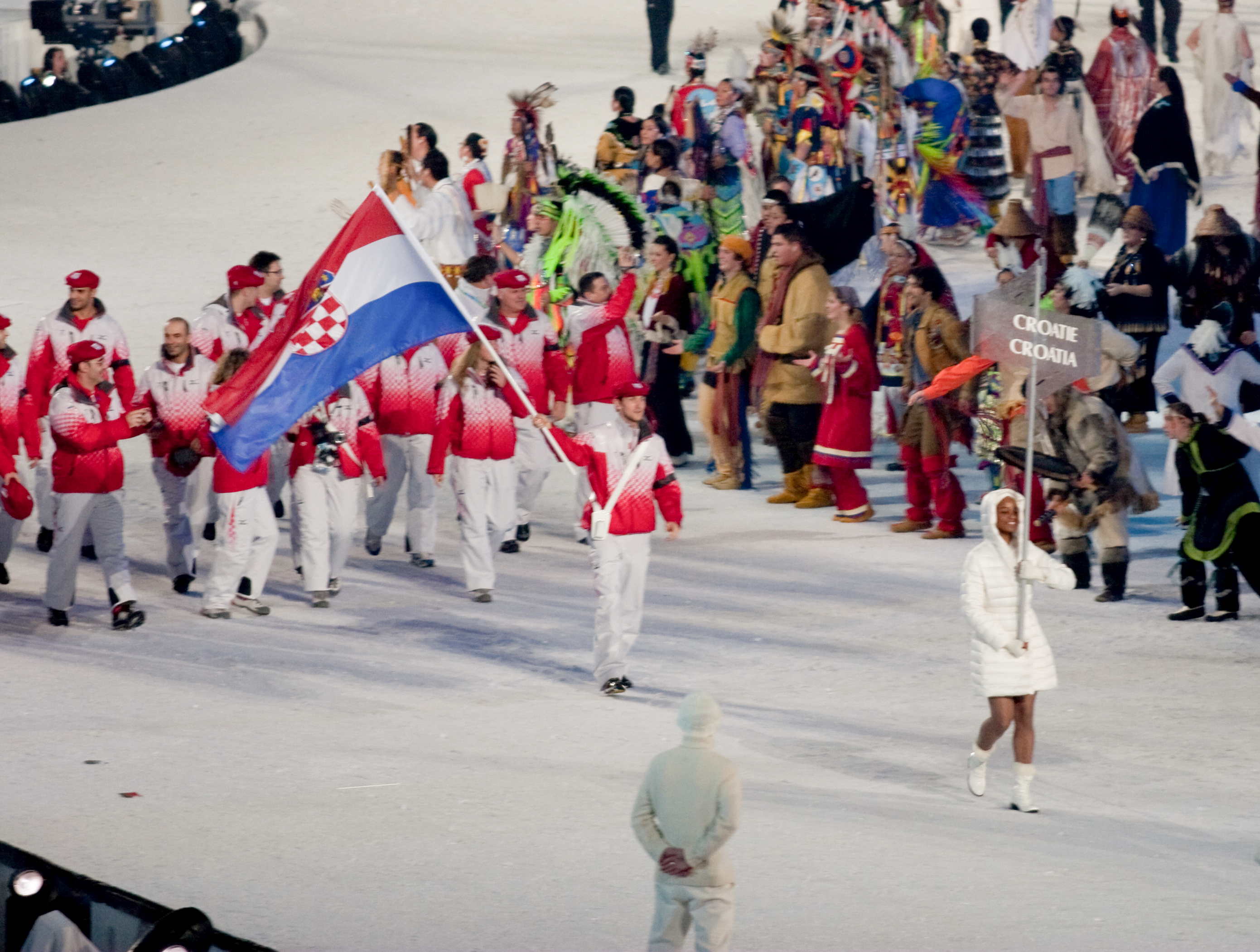
Збірна Хорватії під час Параду націй на церемонії відкриття Олімпіади

## Медалісти
Срібло
| Срібло |                |                                         |
| №      | Спортсмени     | Вид спорту (дисципліна)                 |
| 1      | Івиця Костелич | Гірськолижний спорт, суперкомабінація   |
| 3      | Івиця Костелич | Гірськолижний спорт, спеціальний слалом |

Бронза
| Бронза |            |                         |
| №      | Спортсмени | Вид спорту (дисципліна) |
| 1      | Яков Фак   | Біатлон                 |

## Учасники
| Вид спорту          | Чоловіки | Жінки | Всього |
| ------------------- | -------- | ----- | ------ |
| Гірськолижний спорт | 5        | 5     | 10     |
| Бобслей             | 4        | 0     | 4      |
| Лижні перегони      | 1        | 1     | 2      |
| Біатлон             | 1        | 1     | 1      |
| Усього              | 11       | 8     | 19     |

## Гірськолижний спорт

### Чоловіки
| Спортсмен        | Дисципліна         | 1 спуск | 1 спуск | 2 спуск | 2 спуск | Всього  | Всього |
| Спортсмен        | Дисципліна         | Час     | Місце   | Час     | Місце   | Час     | Місце  |
| ---------------- | ------------------ | ------- | ------- | ------- | ------- | ------- | ------ |
| Івиця Костелич   | Комбінація         | 1:54.20 | 9       | 51.05   | 6       | 2:45.25 | 2      |
| Івиця Костелич   | Швидкісний спуск   | Н/Д     | Н/Д     | Н/Д     | Н/Д     | 1:55.49 | 18     |
| Івиця Костелич   | Гігантський слалом | 1:18.05 | 10      | 1:20.83 | 6       | 2:38.88 | 7      |
| Івиця Костелич   | Слалом             | 48.37   | 4       | 51.11   | 3       | 1:39.48 | 2      |
| Івиця Костелич   | Супергігант        | Н/Д     | Н/Д     | Н/Д     | Н/Д     | 1:31.47 | 16     |
| Данко Марінелі   | Гігантський слалом | DSQ     | DSQ     | DSQ     | DSQ     | DSQ     | DSQ    |
| Данко Марінелі   | Слалом             | 52.28   | 38      | 55.05   | 32      | 1:47.33 | 32     |
| Іван Раткіч      | Комбінація         | DNF     | DNF     | DNF     | DNF     | DNF     | DNF    |
| Іван Раткіч      | Швидкісний спуск   | Н/Д     | Н/Д     | Н/Д     | Н/Д     | 1:58.58 | 41     |
| Іван Раткіч      | Супергігант        | Н/Д     | Н/Д     | Н/Д     | Н/Д     | 1:32.67 | 26     |
| Далібор Шамшал   | Гігантський слалом | DNF     | DNF     | DNF     | DNF     | DNF     | DNF    |
| Далібор Шамшал   | Слалом             | DNF     | DNF     | DNF     | DNF     | DNF     | DNF    |
| Натко Зрнчіч-Дім | Комбінація         | 1:54.87 | 13      | 53.99   | 27      | 2:48.86 | 20     |
| Натко Зрнчіч-Дім | Швидкісний спуск   | Н/Д     | Н/Д     | Н/Д     | Н/Д     | 1:57.02 | 33     |
| Натко Зрнчіч-Дім | Гігантський слалом | 1:21.84 | 46      | 1:24.17 | 40      | 2:46.01 | 41     |
| Натко Зрнчіч-Дім | Слалом             | 50.01   | 23      | 51.98   | 12      | 1:41.99 | 19     |
| Натко Зрнчіч-Дім | Супергігант        | Н/Д     | Н/Д     | Н/Д     | Н/Д     | DNF     | DNF    |

### Жінки
| Спортсмен       | Дисципліна         | 1 спуск | 1 спуск | 2 спуск | 2 спуск | Всього  | Всього |
| Спортсмен       | Дисципліна         | Час     | Місце   | Час     | Місце   | Час     | Місце  |
| --------------- | ------------------ | ------- | ------- | ------- | ------- | ------- | ------ |
| Матеа Ферк      | Гігантський слалом | DNF     | DNF     | DNF     | DNF     | DNF     | DNF    |
| Матеа Ферк      | Слалом             | 54.95   | 39      | 55.98   | 36      | 1:50.93 | 34     |
| Ніка Флейсс     | Гігантський слалом | 1:19.75 | 36      | DNS     | DNS     | DNS     | DNS    |
| Ніка Флейсс     | Слалом             | 54.95   | 29      | 55.98   | 29      | 1:50.93 | 25     |
| Ана Йелушич     | Гігантський слалом | 1:20.62 | 44      | DNS     | DNS     | DNS     | DNS    |
| Ана Йелушич     | Слалом             | 52.37   | 16      | 53.06   | 14      | 1:45.43 | 12     |
| Тая Паліч       | Гігантський слалом | 1:19.95 | 37      | 1:16.17 | 36      | 2:36.12 | 36     |
| Софія Новоселич | Слалом             | 58.17   | 48      | 56.74   | 38      | 1:54.91 | 39     |

## Біатлон

### Чоловіки
| Спортсмен | Дисципліна           | Фінал   | Фінал   | Фінал |
| Спортсмен | Дисципліна           | Час     | Помилка | Місце |
| --------- | -------------------- | ------- | ------- | ----- |
| Яков Фак  | Індивідуальна гонка  | 53:56.0 | 1+1+0+2 | 51    |
| Яков Фак  | Спринт               | 24:21.8 | 0+0     | 3     |
| Яков Фак  | Гонка переслідування | 35:45.6 | 2+1+0+1 | 25    |
| Яков Фак  | Мас-старт            | 36:10.5 | 1+1+0+1 | 9     |

### Жінки
| Спортсмен           | Дисципліна          | Фінал   | Фінал   | Фінал |
| Спортсмен           | Дисципліна          | Час     | Помилка | Місце |
| ------------------- | ------------------- | ------- | ------- | ----- |
| Андріяна Стипанічіч | Індивідуальна гонка | 53:06.1 | 1+3+0+1 | 83    |
| Андріяна Стипанічіч | Спринт              | DNS     | DNS     | DNS   |

## Бобслей
| Спортсмен                                                   | Дисципліна | 1 спуск | 1 спуск | 2 спуск | 2 спуск | 3 спуск | 3 спуск | 4 спуск | 4 спуск | Всього  | Всього |
| Спортсмен                                                   | Дисципліна | Час     | Місце   | Час     | Місце   | Час     | Місце   | Час     | Місце   | Час     | Місце  |
| ----------------------------------------------------------- | ---------- | ------- | ------- | ------- | ------- | ------- | ------- | ------- | ------- | ------- | ------ |
| Іван ШолаСлавен КраячичМате МезулічІгор Марич Андраш Хаклич | Четвірки   | 52.58   | 24      | 52.69   | 20      | 53.15   | 21      | 53.11   | 19      | 3:31.53 | 20     |

Мезуліч змагався у спуску 1 і 2, а Хаклич - у спусках 3 та 4.

## Лижні перегони
| Спортсмен    | Дисципліна                      | Кваліфікація | Кваліфікація | Чвертьфінал      | Чвертьфінал      | Півфінал         | Півфінал         | Фінал            | Фінал            |
| Спортсмен    | Дисципліна                      | Час          | Місце        | Час              | Місце            | Час              | Місце            | Час              | Місце            |
| ------------ | ------------------------------- | ------------ | ------------ | ---------------- | ---------------- | ---------------- | ---------------- | ---------------- | ---------------- |
| Андрій Буріч | 15 км вільним стилем (чоловіки) | Н/Д          | Н/Д          | Н/Д              | Н/Д              | Н/Д              | Н/Д              | 38:51.0          | 75               |
| Ніна Бронзіч | Спринт (жінки)                  | 4:15.31      | 52           | Завершила виступ | Завершила виступ | Завершила виступ | Завершила виступ | Завершила виступ | Завершила виступ |